# Academia operosorum Labacensis
De Academia operosorum Labacensium (Academie van Arbeiders van Ljubljana) was een voorloper van de moderne Sloveense Academie voor Wetenschappen en Kunst die in 1693 (het jaar van overlijden van Janez Vajkard Valvasor) werd opgericht als een vereniging van 23 wetenschappers, waarvan de meeste van Sloveense afkomst waren (13 advocaten, 6 theologen en 4 artsen) in Ljubljana, en was de eerste wetenschappelijke academie.
Vanaf het begin was het doel wetenschappelijk werk te organiseren op de gebieden van recht, geneeskunde, filosofie en theologie. De leden van de Academia kregen de Latijnse naam apes (bijen) en de lijfspreuk Nobis atque aliis – operosi. 
Elk jaar werd een jaarlijkse bijeenkomst georganiseerd en daarnaast ook vier academische bijeenkomsten, waar hun wetenschappelijke vorderingen werden besproken. De nieuw opgerichte bibliotheek werd een belangrijk centrum voor de activiteiten van de Operosi. In 1701 vond er een fusie plaats met de Academia incoltorum (Academie voor Schone Kunsten) en de Academia philharminicum (Muziekacademie).
Op het moment van zijn grootste activiteit, rond 1714, was het een internationale vereniging van 42 leden uit het Hertogdom Krain en de provincies van Centraal Oostenrijk, geassembleerd onder het beschermheerschap van bisschop Franz Karl von Kaunitz. De Academia viel in verval in de zomer van 1725 na de dood van Janez Gregor Dolničar, historicus en het meest actieve lid van de instelling. Het werd nieuw leven ingeblazen in 1781, dankzij de inspanningen van figuren van de Sloveense Verlichting. Toch was de periode van deze opleving maar voor ongeveer 20 jaar en daarna brokkelde het weer af omdat de opvattingen en verwachtingen van de leden te veel van elkaar verschilden.
De Operosi waren erg invloedrijk in de ontwikkeling van de kunst in Ljubljana en door het hele Sloveense culturele gebied.

## De oprichtende leden van de Academie
- Janez Krstnik Prešeren (1656-1704), voorzitter
- Franc Erazem Hohenwart, advocaat
- George Janez Hocevar, advocaat
- Francis Christopher Bogataj, advocaat
- George Gladič, advocaat
- Janez Stefan Florijančič, advocaat
- Janez Gregor Dolničar, historicus
- Marko Grbec, arts
- Janez Baptist Brložnik, arts
- Janez Andrej Coppini, arts